# Pelastoneurus diversifemur
Pelastoneurus diversifemur är en tvåvingeart som beskrevs av Octave Parent 1935. Pelastoneurus diversifemur ingår i släktet Pelastoneurus och familjen styltflugor.
Artens utbredningsområde är Ghana. Inga underarter finns listade i Catalogue of Life.